# إليزابيث شوماخر
إليزابيث شوماخر (بالألمانية: Elisabeth Schumacher) (و. 1904 – 1942 م) هي ناشِطة، ومقاومة ألمانية خلال الرايخ الثالث، ولدت في دارمشتات،
اشتهرت بإنضمامها لمجموعة المقاومة التي كانت تسمى الأوركسترا الحمراء (Rote Kapelle)
توفيت عن عمر يناهز 38 عاماً، بسبب مقصلة.

## الحياة
ولدت إليزابيث شوماخر في عائلة ميسورة لأب يهودي وأم مسيحية في دارمشتات. جاء والدها، المهندس فريتز هوهنيمسر، من عائلة من المصرفيين من فرانكفورت، بينما جاءت والدتها من مينينجن. في عام 1914، انتقلت العائلة من ستراسبورغ (التي كانت آنذاك جزءًا من ألمانيا) إلى فرانكفورت.وخلال نفس العام، توفي والدها أثناء القتال في الحرب العالمية الأولى، مما دفع إليزابيث للانتقال إلى مينينجن مع والدتها وإخوتها.
في عام 1921 م، التحقت شوماخر بمدرسة الفنون التطبيقية (Kunstgewerbeschule) في أوفنباخ بشكل متقطع حتى عام 1925م. وعملت في استوديو للحرف اليدوية حتى عام 1928 م، من أجل دراسة الفن في برلين، بعد الانتهاء من دراستها عام 1933م.
أثناء إقامتها في برلين، التقت شوماخر بزوجها المستقبلي، وهو رجل اسمه كورت شوماخر. كان كورت شوماخر مناهضًا للنازية ونحاتًا. شكلت إليزابيث وكورت معًا منظمة لمحاربة نظام هتلر. عززت بداية الحرب العالمية الثانية الحاجة إلى هذه المنظمة، وأصبحت إليزابيث أكثر انخراطًا. قضت شوماخر الكثير من الوقت في مساعدة المتضررين من ألمانيا النازية، ولكن تم القبض عليهم في نهاية المطاف في سبتمبر من عام 1942. وتوفيت إليزابيث مع زوجها في ديسمبر من نفس العام.

## القبض والموت

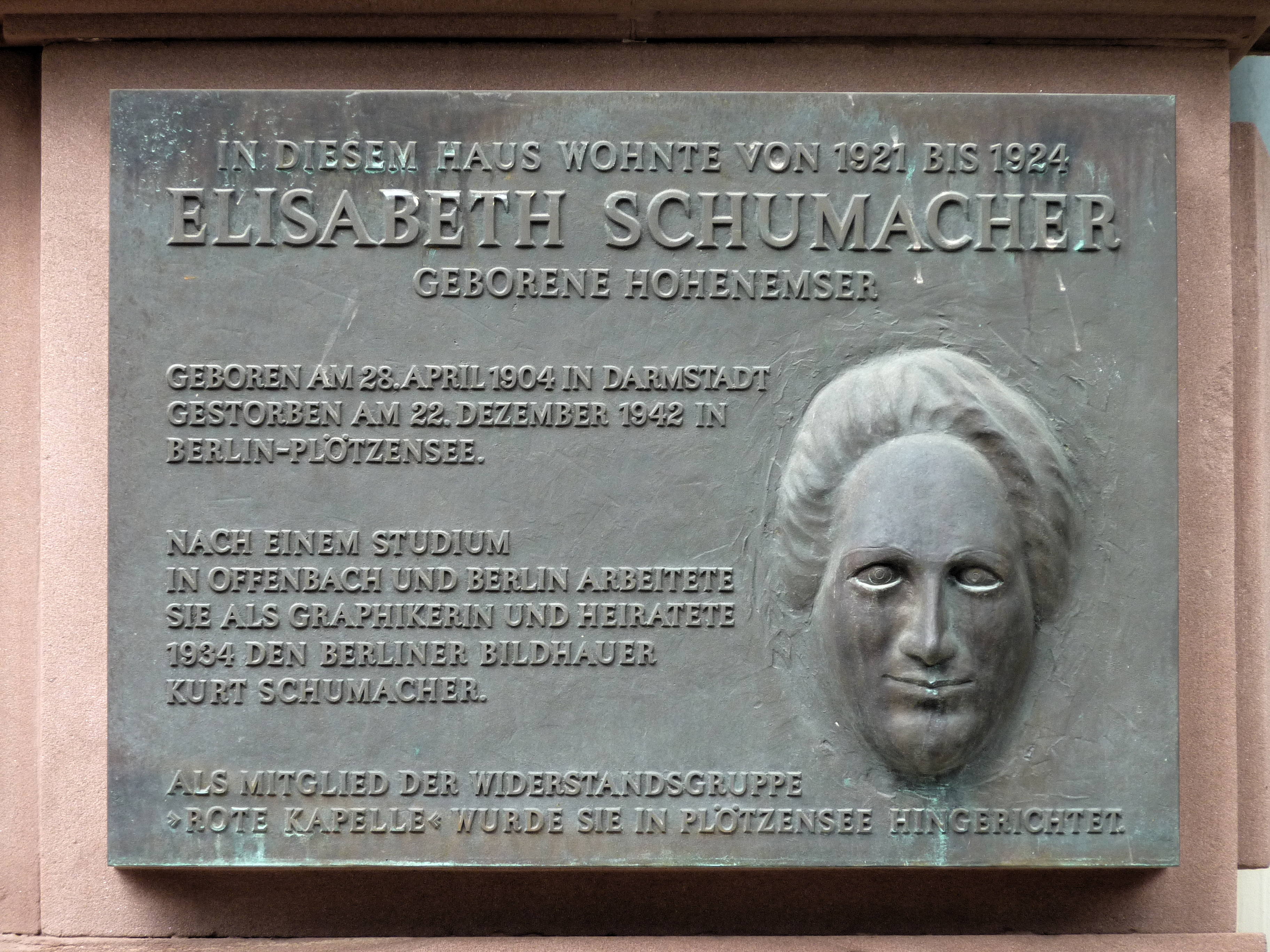
اللوحة التذكارية لإليزابيث شوماخر في فرانكفورت

في عام 1942، بعد فك شفرة رسالة لاسلكية، تم القبض على العديد من أعضاء الأوركسترا الحمراء. في 12 سبتمبر من ذلك العام، ألقي القبض على شوماخر في شقتها، حُكم عليها بالإعدام في 19 ديسمبر 1942 في Reichskriegsgericht («محكمة الرايخ العسكرية») بتهمة «التآمر لارتكاب خيانة عظمى»، والتجسس، وجرائم سياسية أخرى. وتم قطع رأس شوماخر في 22 ديسمبر 1942 في سجن Plötzensee ، بعد خمسة وأربعين دقيقة من شنق زوجها.